# Serrat de les Pales
El Serrat de les Pales és una serra situada al municipi del Pont de Suert a la comarca de l'Alta Ribagorça, amb una elevació màxima de 1.456 metres.